# Friedrich Lange (Publizist)

Friedrich Lange

Friedrich Lange (* 10. Januar 1852 in Goslar; † 26. Dezember 1917 in Detmold) war ein deutscher  Journalist. Er gehörte zu den führenden Publizisten der völkischen Bewegung des wilhelminischen Kaiserreichs. Lange vertrat einen dezidierten Rassenantisemitismus und widmete sich vor allem der Kolonialpolitik, der Bekämpfung der Sozialdemokratie und der Sammlungsbewegung im rechten Parteienspektrum. 1894 gründete er mit dem Deutschbund eine der ersten Organisationen der völkischen Bewegung, um seine Ideologie zu propagieren.

## Leben und Wirken
Der Sohn eines Töpfermeisters studierte Philologie und Philosophie in Göttingen, wo er Paul de Lagarde kennenlernte. Während seines Studiums fand Lange seine politische Heimat bei den Burschenschaften. Er wurde  Mitglied der Burschenschaft Brunsviga. Nach seiner Promotion unterrichtete er von 1873 bis 1876 an Gymnasien in Wolfenbüttel und Hamburg. 1876 wurde er Journalist. Nach fünf Jahren beim Braunschweiger Tageblatt ging er 1882 als verantwortlicher Redakteur zur Berliner Täglichen Rundschau.
Lange interessierte sich für Kolonialpolitik, Schulreform und „Deutschtum“. Er gehörte 1884/85 zu den Begründern der Gesellschaft für deutsche Kolonisation und engagierte sich führend in der Deutsch-Ostafrikanischen Gesellschaft. Zwischen 1885 und 1890 veröffentlichte er drei Theaterstücke. 1889 gründete er den Verein für Schulreform, um sein nationalistisches Bildungskonzept zu popularisieren, und gab als Verbandsorgan die Zeitschrift für die Reform der höheren Schulen heraus. Für eine Petition zur „Germanisierung“ der Gymnasien und eine Vereinheitlichung des höheren Schulwesens warb er 240.000 Unterschriften ein.
1890 wurde Lange  Herausgeber der Täglichen Rundschau. Unter seiner Leitung entwickelte sich die Zeitung von einem weitgehend unpolitischem Unterhaltungsblatt zu einer antisemitischen, ausgesprochen politischen Zeitung der nationalen Rechten. In seiner programmatischen Aufsatzsammlung Reines Deutschtum entwickelte er 1893 das Programm einer deutschen Wirtschaftsreform und neuer Mittelstandspolitik. 1895 zerstritt er sich über den Kurs der Täglichen Rundschau mit dem Verlagsleiter Paul Hempel und wurde gekündigt. Bereits am 1. September 1894 hatte Lange die Volksrundschau als mittelständisches Blatt in Sachsen und Pommern gegründet, die er fortan bis März 1896 leitete. Ab April 1896 publizierte er die Deutsche Zeitung. Unabhängiges Tageblatt für nationale Politik. Sein politisches Programm eines „nationalen Sozialismus“ verpflichtete zum Wirtschaftsfrieden,  forderte Kolonien und propagierte eine Ideologie der „arischen Rasse“.
Außerdem gründete er 1894 den Deutschbund, den er als „deutsch-völkische Bruderschaft“ und „Burschenschaft für Erwachsene“ verstand. Nach bescheidenen Anfängen stabilisierte Lange den Verband nach der Jahrhundertwende mit einer antisemitischen und rassistischen Ideologie auch organisatorisch. Der Deutschbund wurde zu einem der mitgliederstärksten Verbände der völkischen Bewegung und gewann bis zum Ersten Weltkrieg ca. 1.500 Mitglieder. Enge Verbindungen bestanden zum Alldeutschen Verband, dem Lange als geschäftsführendes Mitglied angehörte.
Unterstützt von dem Alldeutschen Georg von Stössel gründete Lange im April 1896 die Deutsche Zeitung, die er bis 1912 auch herausgab und die zur führenden Tageszeitung der extremen Rechten wurde. Langes Versuch, 1896 die Deutschkonservative Partei, Nationalliberalen, die Deutschsoziale Reformpartei und den Bund der Landwirte zu einem „Deutschen Kartell“ zu vereinen, scheiterte am Widerstand der Deutschsozialen Reformpartei. 1902 organisierte Lange den Nationalen Reichswahlverband mit einem anti-ultramontanen und anti-sozialdemokratischen Programm. Bis 1905 bestanden 23 Ortsgruppen mit 2.500 Mitgliedern und schlossen sich dem Reichsverband gegen die Sozialdemokratie an, dessen Vorstand Lange bis 1912 angehörte. Gegen die Sozialdemokratie gründete Lange außerdem den bis 1913 bestehenden Ausschuss zur Förderung der Bestrebung vaterländischer Arbeitervereine. 1905 initiierte er den Ausschuss für nationale Politik. Die erhoffte Gründung einer „Nationalpartei im Reichstag“ ließ sich jedoch nicht verwirklichen.
1912 zog sich Lange nach Detmold ins Privatleben zurück. Er publizierte, bis ihm während des Ersten Weltkriegs ein Gemütsleiden die Arbeit unmöglich machte.

## Schriften
- Über den Sensualismus des Sophisten Protagoras und die dagegen von Plato im ersten Theil des "Theaetet" gemachten Entwürfe., Göttingen 1873 (= Dissertation). (Digitalisat)
- und Th Peters: Denkschrift zur Begründung eines Vereins für Schulreform., Berlin 1889.
- Der Nächste. Soziales Drama in 5 Aufzügen. Verl.-Anst. & Dr, Hamburg 1890.
- Reines Deutschthum. Grundzüge einer nationalen Weltanschauung. Lüstenöder, Berlin 1893. (Digitalisat)
- Vom Deutschen Reiche zum Deutschen Vaterlande. 11. Auflage. H. Lüstenöder, Berlin 1893.
- Deutsche Politik. 33. Auflage. H. Lüstenöder, Berlin 1894.